# Краєзнавчий довідник громад Словаччини
Краєзнавчий довідник громад Словаччини (словац. Vlastivedný slovník obcí na Slovensku) — краєзнавчий довідник у трьох томах. Він був опублікований в 1977–1978 роках в видавництві ВЕДА Словацької академії наук. Головними редакторами були Мирослав Кропилак і Мілан Стрган, головним редактором був Ян Гудак. Довідник містить найважливішу інформацію про 3 155 громад Словаччини. Інформація є поточною на 1 січня 1965 року з урахуванням змін до кінця 1970 року. Тираж кожної частини склала 20000 примірників. Словник все ще є найповнішим краєзнавчим описом окремих населених пунктів у Словаччині.

## Список томів
- Том I: A — J
- Том II: K — R,
- Том III: S — Z

## Структура статей
- Старі та іншомовні назви громади та мешканців (у тому числі найстаріша письмова згадка імені громади)
- адміністративне поділ
- частини громади, кількість мешканців (з перепису 1869 року)
- природні умови (найвища і найменша висота, місце розташування, поверхня, клімат, вода, ґрунт, флора, фауна, заповідники)
- історія, культура (освіта, театри, музика, література та образотворче мистецтво, дослідження та наука, друкарні, журнали, пам'ятки, етнографія, особистості)
- охорона здоров'я
- спорт і туризм
- література про громаду